# Pagerungan Besar
Die Insel Pagerungan Besar (deutsch Groß-Pagerungan) gehört zu den indonesischen Pagerunganinseln und somit zu den Kangeaninseln.

## Geographie

### Überblick
Pagerungan Besar bildet zusammen mit dem westlich gelegenen Pagerungan Kecil (deutsch Klein-Pagerungan) die Pagerunganinseln. Sie befinden sich im Nordosten der Kangeanineln. Der gesamte Archipel liegt in der Balisee, nördlich der Insel Bali und nordöstlich von Java, zu dem die Kangeaninseln administrativ gehören. Pagerungan Besar bildet ein administratives Dorf (Desa) des Distrikts (indonesisch Kecamatan) Sapeken im Regierungsbezirk (indonesisch Kabupaten) Sumenep der Provinz Ostjava (indonesisch Jawa Timur).
Pagerungan Besar hat eine Fläche von 355 Hektar. Neben der Siedlung Mesigit, mit Zentrum im Westen der Insel, befinden sich hier Mangrovensümpfe, Seegras und Korallenriffe. Oberflächengewässer, wie Flüsse, Seen oder Wasserlöcher fehlen. Die Sichtweite unter Wasser im Meer reicht bis zu zwölf Meter.

### Klima
Das Klima ist tropisch und wird vom Monsun bestimmt. Die jährlichen Niederschläge liegen bei 1500 bis 2000 mm, die Lufttemperatur zwischen 22 und 33 °C. Die Wassertemperatur beträgt 26 bis 29 °C.

### Fauna und Flora
Das Ökosystem im Meer ist typisch für tropische Gewässer. Flache Kalksteinplattformen bieten Grundlage für Makroalgen und Seegras. Die Korallenriffe sind wichtige Brutstätten, Wohnraum und Futterressourcen für Fische. Auch Suppenschildkröten (Chelonia mydas), Echte Karettschildkröten (Eretmochelys imbricata) und Dugongs (Dugong Dugong) finden sich hier. Auch Küstenvögel profitieren von den flachen Riffgewässern. Einige Riffe weisen zwar Schädigungen auf, meist sind sie aber im guten Zustand.

## Einwohner
Auf Pagerungan Besar leben 5.586 Menschen (Volkszählung 2010) in etwa 800 Haushalten. Sie sind hauptsächlich Muslime.
Kulturell mischen sich hier Bugis von Südsulawesi und Maduresen von der gleichnamigen Insel, beide Gruppen mit enger Tradition zum Fischen.

## Wirtschaft
Noch heute leben acht von zehn Einwohner vom Fischfang. Pro Jahr werden etwa 1500 Tonnen Fisch gefangen. Kommerzieller Fang sind Makrelen und Thunfische, Schnapper, Zackenbarsche, Milchfische (Chanos chanos), aber auch Zierfische. Die anderen Fische werden getrocknet und gesalzen, da Kühlkapazitäten fehlen. Erst durch den Erdgasförderer Atlantic Richfield Company (ARCO) wurde eine Eismaschine (5 Tonnen pro Tag) und Kühlräume für 20 Tonnen Fisch gebaut. Die anderen Einwohner betreiben Ackerbau für den Eigenbedarf. Angepflanzt werden Mais, Maniok, Sojabohnen und Früchte. Nur Kokosnüsse wachsen so reichlich, dass sie auch exportiert werden.
1985 entdeckte man nördlich von Pagerungan Besar Erdgasfelder, die Gewinnung begann 1994. Im Osten von Pagerungan Besar befindet sich das Industriegebiet Torohhiga der ARCO, mit Landebahn und Schiffspier. Höhepunkt der Förderung lag zwischen 1998 und 2001 mit 350 bis 450 mmscfd (Million Standard Cubic Feet per Day). Seitdem sinken die gewonnenen Mengen, doch bleibt das Erdgasfeld trotzdem ein wichtiger Lieferant in der Region. Pipelines leiten das Gas nach Surabaya. 500 Einheimische fanden Arbeit beim Bau der Industrieanlagen, heute arbeiten noch hundert Einheimische in der Anlage.

## Einrichtungen
Vor dem Beginn der Erdgasgewinnung gab es nur drei Grundschulen und eine Madrasa (islamische Schule) für 650 Schüler. Nun wird von ARCO die Entwicklung der Insel vorangetrieben. Errichtet wurden eine Junior High School, drei Grundschulen und eine neue Madrasa. Auch die Moschee wurde erneuert. Neu gebaut wurden ein Gemeindesaal, ein Sport- und Jugendzentrum und neue Gesundheitseinrichtungen.
Auch die Versorgung der Bevölkerung mit Strom und Wasser wurde erweitert. Zur Trinkwassergewinnung dient eine Umkehrosmose mit einer Kapazität von 150 Kubikmetern pro Tag, 30 Kubikmeter davon werden der Bevölkerung zur Verfügung gestellt, den Rest verwendet der Betreiber der Industrieanlagen. Zusätzlich baute er auch ein Rückhaltebecken für Regenwasser mit einer Kapazität von 1500 Kubikmetern. So soll das Grundwasser der Insel geschont werden. Zwei Kläranlagen reinigen Abwässer der Industrieanlagen. Die gereinigten Abwässer werden in tiefen Wasserschichten abgelassen.